# Damalis longipennis
Damalis longipennis är en tvåvingeart som beskrevs av Friedrich Hermann Loew 1858. Damalis longipennis ingår i släktet Damalis och familjen rovflugor. Inga underarter finns listade i Catalogue of Life.